# 질량-에너지 등가

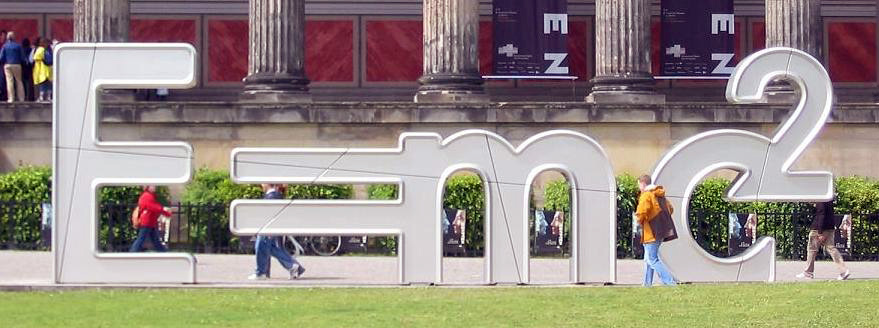
질량-에너지 등가를 나타내는 등식 E=mc²

질량–에너지 등가(質量–Energy等價, 영어: mass-energy equivalence)는 모든 질량은 그에 상당하는 에너지를 가지고 그 역 또한 성립한다(모든 에너지는 그에 상당하는 질량을 가진다)는 개념으로, 1905년 아인슈타인이 발표하였다. 특수상대성이론에서 다음과 같은 같은 질량-에너지 등가 관계식으로 나타난다.
{\displaystyle E=mc^{2}\;}
여기서
- E = 에너지
- m = 질량
- c = 진공 속의 빛의 속력

를 나타낸다. 즉,
에너지 = 질량 × 광속의 제곱
이 공식에서 질량은 특수 상대성 이론에서의 두 가지 정의 모두 적용 가능하다. 질량이 정지질량이라면 에너지는 정지에너지라 불리고, 질량이 상대론적 질량이라면 에너지는 전체에너지이다. 이 공식은 알베르트 아인슈타인에 의해 유도된 것으로 1905년 “물체의 질량은 그 에너지량에 따르는가?” 라는 논문에 발표되었다.
이 공식에서는 c2이 질량의 단위를 에너지의 단위로 변환하는 데 필요한 변환계수이다. 이 공식은 특정 단위계에서만 성립하는 것은 아니다. 국제 공통 단위계에서는 에너지, 질량, 속도의 단위는 각각 줄(J), 킬로그램(kg),초당 미터(m/s)이다. 참고로, 1J은 1kg m2/s2에 해당한다. 국제 공통 단위계에서는 E(J) = m(kg) x(299,792,458 m/s)2이다.
정지 상태에서 1kg의 질량은
- 89,875,517,873,681,764줄 혹은
- 24,965,421,632kWh 혹은
- TNT 21.48076431메가톤

의 에너지와 동등하다.

## 질량과 에너지 보존
질량-에너지 등가 개념은 질량 보존 법칙과 에너지 보존 법칙을 하나로 묶는 것이다. 정지질량을 그 질량을 유지한 채 등가 활성에너지로 (운동에너지, 열, 또는 빛) 변환할 수 있으며 마찬가지로, 운동에너지나 복사 형태의 활성 에너지도 정지질량을 갖는 입자로 변환될 수 있다. 닫힌 계에서의 전체 질량/에너지는 일정하다. 왜냐하면 에너지는 생성되거나 사라질 수 없고 안에 갇힌 에너지는 어떠한 형태를 띠건 관계없이 질량을 갖기 때문이다. 상대론에서 질량과 에너지는 같은 무엇인가의 두 가지 형태로 어느 하나는 다른 하나와 반드시 함께 나타난다

### 빛의 속도에 비해 무시할 수 없는 속도로 움직이는 물체
힘이 물체의 운동 방향으로 작용하면, 물체의 운동량이 증가하고 힘이 일을 하므로 에너지도 증가한다. 그러나 아무리 많은 에너지를 물체가 흡수한다고 해도 빛의 속도에 다다를 수는 없다. 물체의 운동량과 에너지는 증가하지만 그 속도는 빛의 속도에 매우 가까이 접근할 뿐이다. 이는 상대성이론에서 물체의 운동량이 어떤 상수와 속도의 곱이 아니고, 운동에너지도 ½mv2 이 아님을 뜻한다. (후자는 느리게 움직이는 물체의 경우 잘 맞는다.)
상대론적 질량은 항상 전체 에너지를 c2로 나눈 것과 같다. 상대론적 질량과 정지질량 사이의 차는 상대론적 운동에너지(나누기 c2)이다. 상대론적 질량이 정확히 에너지에 비례하므로 상대론적 질량과 상대론적 에너지는 거의 같은 의미를 가진다. 유일한 차이는 그 단위다. 길이와 시간을 자연단위계 안에서 측정하고 빛의 속도를 1이라 한다면 이 차이 마저 사라진다. 이렇게 되면 질량과 에너지는 같은 단위를 가지고 항상 같은 값을 가지므로 상대론적 질량은 에너지의 다른 이름이 되어 따로 언급하는 것이 불필요하게 된다.
많은 이어진 부분들로 만들어진 계(원자핵, 원자, 행성, 별, …)의 상대론적 질량은, 에너지는 합해지므로, 각 부분의 상대론적 질량의 합이다.

## 질량-에너지 등가 공식의 의미
질량-에너지 등가에 따르면 어떤 물체(즉 질량)는 움직이고 있지 않다고 하더라도 어떤 에너지를 가진다. 고전역학에서는 무게 있는 물체는 정지해 있을 때 운동에너지를 가지지 않고, 경우에 따라 (상대적으로 적은 양의) 화학 에너지, 열에너지, 등 내부적으로 저장된 에너지 또는 역장에서의 위치에 따른 위치에너지를 가진다. 뉴턴역학에서는 이 중 어떤 에너지도 질량에 영향을 끼치지 않는다.
상대론에서는 어떤 물체와 함께 움직이는 모든 에너지가 물체의 전체 에너지에 더해지고, 이는 상대론적 질량에 비례한다. 빈 공간을 가로지르는 한 개의 광자도 그 에너지(나누기 c2)만큼의 상대론적 질량을 가진다. 이상적인 거울상자 안에 빛이 담겨 있다면, 상자의 질량은 그 빛의 에너지만큼 증가한다. 상자의 전체 에너지가 그 질량이기 때문이다.
광자는 결코 정지하지 않지만 0이라는 값의 정지질량은 가진다. 만일 어떤 관찰자가 광자를 점점 더 빨리 추적하여 관찰자의 속도가 빛의 속도에 접근하면, 광자의 관측된 에너지는 0에 접근한다. 따라서 광자는 질량이 없는 것이다. 광자의 에너지와 상대론적 질량은 다양한 값을 가질 수 있지만 정지질량은 0이다. 그러나 (예를 들어 전자-양전자 쌍소멸에서처럼) 두 개나 그 이상의 광자가 다른 방향으로 움직이는 계의 경우, 전체 운동량은 0이 될 수 있다. 이 경우, 이 두 광자를 하나의 시스템으로 본다면 그 에너지 합은 불변질량인 m = E/c2에 이른다.
이 식으로 또한 에너지를 잃었을 때 물체의 질량 결손량 또한 알 수 있다. 화학 또는 원자핵 반응에서 열과 빛이 나오면 그 질량이 감소한다. 여기서 식의 E는 해방된 또는 잃어버린 에너지이고, m은 결손된 질량이다. 이러한 경우, 해방 또는 잃어버린 에너지는 결손 질량과 c2의 곱인 것이다. 마찬가지로 어떤 종류의 에너지가 정지한 물체에 깃들면 증가된 질량도 그 깃든 에너지 (나누기 c2)만큼이 된다.
그러나 계의 정지질량은 시스템에서 떼어낸 부분 하나하나의 정지질량의 합이 아니다. 계의 정지질량과 부분의 정지질량의 합은 시스템을 형성할 때 복사된 결합에너지만큼 차이가 난다.
그러나 계의 정지질량은, 그 계 전체가 정지상태인 좌표계 안에서 항상 그 부분의 상대론적 질량의 합이다. 어떤 시스템의 관성(즉 상대론적 질량)은 항상 그 모든 부분의 관성(모든 부분의 상대론적 질량)의 합이기 때문이다. 그리고 어떤 물체의 정지질량은 그 물체가 정지해 있다는 특정한 경우의 상대론적 질량 값이라고 볼 수 있다.

## E=mc²의 증명
- K.E=운동에너지

{\displaystyle K.E.=\int _{0}^{s}F\,ds=\int _{0}^{s}dp/dt\,ds=\int _{0}^{s}d(\gamma mv)/dt\,ds=\int _{0}^{\gamma mv}vd(\gamma mv){\bigl (}\because ds=vdt{\bigr )}}

위 식을 부분적분하여 간단히 하면 다음과 같이 된다.

{\displaystyle K.E.=\gamma mv^{2}-m\int _{0}^{v}\gamma v\,dv}
{\displaystyle =\gamma mv^{2}-m\int _{0}^{v}{\frac {v}{\sqrt {1-\left({\frac {v}{c}}\right)^{2}}}}\,dv}
{\displaystyle =\gamma mv^{2}-mc\int _{0}^{v}{\frac {v}{\sqrt {c^{2}-v^{2}}}}\,dv}
{\displaystyle =\gamma mv^{2}-mc[-{\sqrt {c^{2}-v^{2}}}]_{0}^{v}}
{\displaystyle =\gamma mv^{2}+mc[c/\gamma ]_{0}^{v}}
{\displaystyle =\gamma mv^{2}+[mc^{2}/\gamma ]_{0}^{v}}
{\displaystyle =\gamma mc^{2}-mc^{2}}

따라서

{\displaystyle K.E.=(\gamma -1)mc^{2}}.

여기서 K. E. + 정지질량에너지 = 총 에너지 = {\displaystyle \gamma mc^{2}}라 볼 수 있으므로( {\displaystyle \gamma ={\frac {1}{\sqrt {1-{\frac {v^{2}}{c^{2}}}}}}}이다.)

∴ 정지질량에너지 = mc²으로 볼 수 있다. 그러므로 {\displaystyle E=mc^{2}}은 성립한다.

## 같이 보기
- 관성
- 결합 에너지
- 로런츠 변환